# Tipula anasazi
Tipula anasazi är en tvåvingeart som beskrevs av Gelhaus 2005. Tipula anasazi ingår i släktet Tipula och familjen storharkrankar. Inga underarter finns listade i Catalogue of Life.